# Instituto Gulbenkian de Ciência

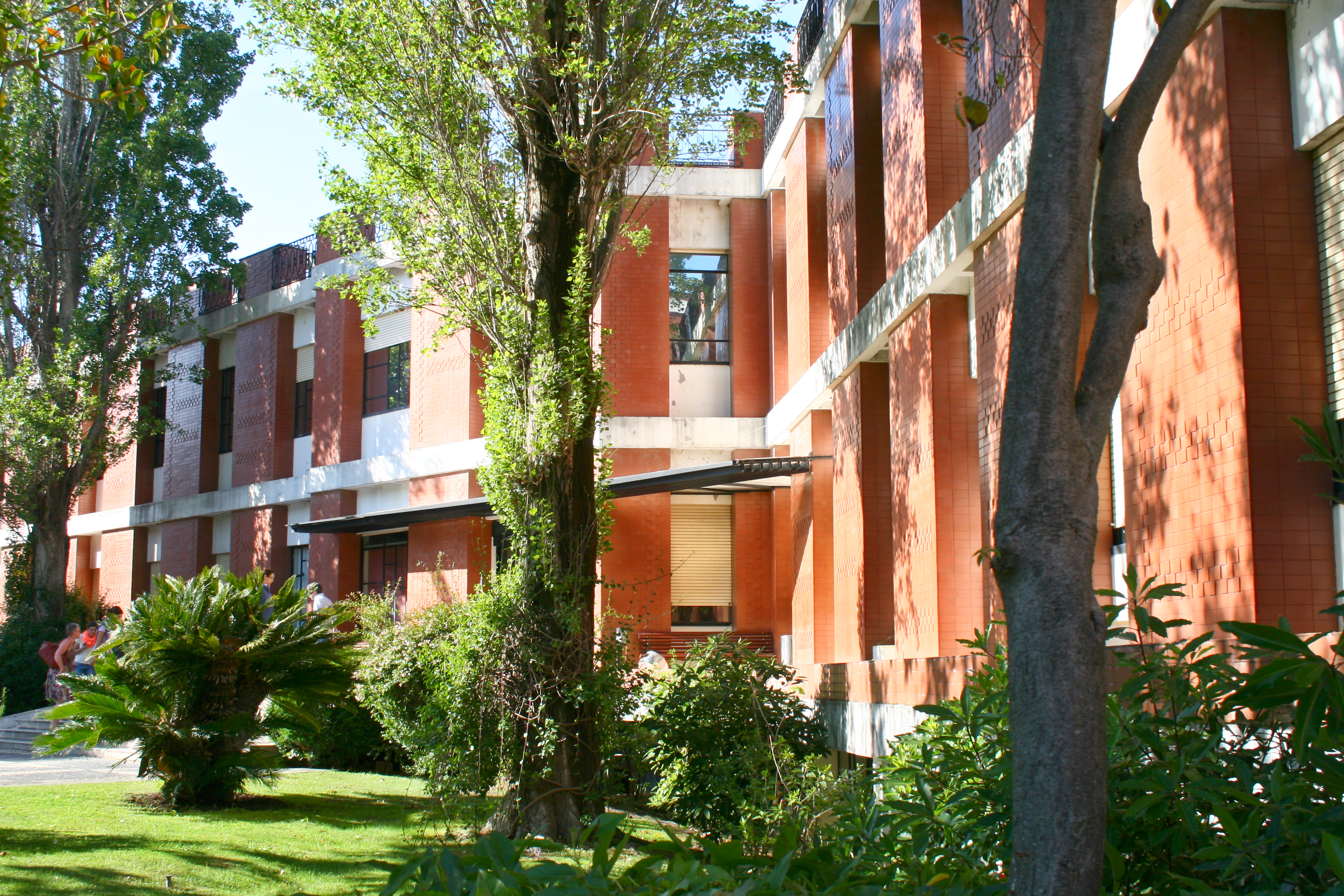
Instituto Gulbenkian de Ciencia

O Instituto Gulbenkian de Ciência (IGC) MHSE  é um centro internacional dedicado à investigação biológica e biomédica e à formação pós-graduada, localizado em Oeiras, Portugal. Criado pela Fundação Calouste Gulbenkian em 1961, e ainda generosamente apoiado pela Fundação, o IGC está organizado em pequenos grupos de investigação independentes que trabalham num ambiente desenhado para estimular interações e explorar sinergias, com o mínimo de estrutura hierárquica. 
Ao longo de cinco décadas, o IGC tem sido pioneiro em reconhecidas contribuições à ciência portuguesa e internacional , nomeadamente na profissionalização da actividade de investigação, na internacionalização da comunidade científica portuguesa, na introdução em Portugal de áreas científicas pouco desenvolvidas, no lançamento da formação pós-graduada em Portugal, e de programas de Doutoramento inovadores a nível Europeu e na promoção da cultura científica.
Junto com o Instituto de Tecnologia Química e Biológica e o Instituto de Biologia Experimental e Tecnológica, faz parte de um Laboratório Associado com foco na investigação em áreas relacionadas com a saúde, as ciências da vida e a biotecnologia..
Foi considerado em 2011 pela revista The Scientist como o nono melhor lugar para cientistas doutorado trabalharem, fora dos Estados Unidos da América, mantendo-se no top 10 obtido pela primeira vez em 2010.
Em 1998, sob a direção de António Coutinho, o IGC foi reestruturado para a atual configuração e modo de ação. Jonathan Howard sucedeu a Coutinho e foi Diretor do IGC de outubro de 2012 a janeiro de 2018. Desde 1 de fevereiro de 2018 que Mónica Bettencourt-Dias é Diretora do Instituto Gulbenkian de Ciência.

## Fundação
O IGC foi fundado em 1961 com o objectivo de receber, acolher e apoiar futuros líderes científicos, (estudantes de doutoramento, pós doutorados e coordenadores de grupos), num ambiente de cooperação científica, autonomia intelectual e responsabilidade institucional, com acesso a equipamentos e plataformas tecnológicas de ponta.
O IGC desenvolve também programas de formação pós-graduado, através de vários programas de doutoramento  e uma série anual de seminários internacionais  e escolas de Verão. Acolhe ainda estudantes de mestrado e técnicos de laboratório.

## Investigação
O IGC está direccionado para a investigação em Biologia com aplicações na área da Medicina. Áreas específicas de investigação no instituto incluem evolução, inflamação, imunidade e doenças auto-imunes, genética humana e populacional, biologia do desenvolvimento de animais e plantas, biologia celular, ciclo celular e reparação de DNA, neurociências, biologia teórica e computacional.
A investigação no IGC é centrada no organismo, baseada em hipóteses (hypothesis driven) e com uma abordagem transversal e multidisciplinar. Os estudos centram-se na investigação das bases genéticas do desenvolvimento e evolução dos sistemas complexos.

## Membros
Em Março de 2016 trabalhavam no IGC cerca de 394 pessoas, entre os quais 152 são investigadores doutorados e 79 estudantes de doutoramento. Demograficamente, um terço são estrangeiros, de 32 nacionalidades. Os investigadores estão agrupados em 42 grupos de investigação. 43% dos Investigadores Principais são estrangeiros e 48% são mulheres.

## Conselho científico
- Kai Simons (Max Planck Institute for Molecular Cell Biology and Genetics, Dresden, Alemanha) [14] (Presidente)
- Martin Raff (University College London, RU) [15]
- Ginés Morata (Universidad Autónoma de Madrid, Espanha) [16]
- David Sabatini (New York University, EUA) [17]
- Ruslan Medzhitov (Yale University, EUA)[18]
- Tony Hyman (Max Planck Institute, Dresden, Alemanha)[19]
- Terrence Sejnowsky (The Salk Institute, EUA) [20]
- Linda Partridge (Max Planck Institute, Colónia, Alemanha)[21]
- Paul Schmid-Hempel (ETH Zurich, Switzerland)[22]

## História

### Desde 1998
Após uma reforma em 1998, instituída pelo então director António Coutinho, aquando da sua nomeação, já se instalaram no instituto 72 grupos de investigação. Destes, 42 saíram para outras instituições, maioritariamente outros centros de investigação e Universidades em Portugal.
- nos últimos 10 anos, foram celebrados cerca de 350 contractos de investigação com agências e empresas externas à FCG, num total de 35 milhões de euros de investimento, incluindo mais de 10 milhões de euros de fontes estrangeiras;
- dos 23 maiores financiamentos internacionais atribuídos a cientistas biomédicos a trabalhar em Portugal, nos últimos cinco anos, vinte foram ganhas por cientistas que estão agora, ou estiveram, num determinado momento, no IGC;[24][25][26][27][28][29]
- o IGC é hoje a instituição portuguesa que produz ciência de maior impacto internacional: mais de 1000 publicações científicas internacionais foram produzidas por investigadores ligados ao IGC, que foram citadas mais de 16 000 vezes por cientistas em todo o mundo;
- em 2010 e 2011, o IGC foi classificado entre os "10 Melhores Lugares para Doutorados", fora dos Estados Unidos da América, pela revista The Scientist - Faculty of 1000;[30]
- cerca de 4000 cientistas, na sua maioria provenientes de instituições estrangeiras, passaram pelo IGC, como docentes ou conferencistas;
- atendeu-se à transferência de tecnologia e criação de start-ups: sete empresas foram já criadas ou estão em processo de criação;
- organizaram-se Dias Abertos, Noites dos Investigadores, que atraem milhares de pessoas; desenvolvem-se programas de actualização de professores do ensino básico e secundário e conteúdos para apoio à aprendizagem da ciência.[31];
- em 2011, recebeu o Reconhecimento de Mérito Profissional, atribuído também a António Coutinho, pelo Rotary Clube de Oeiras;
- a 19 de Julho de 2011 foi feito Membro-Honorário da Ordem Militar de Sant'Iago da Espada.[32]

Durante as comemorações dos 50 anos da instituição, o presidente da Fundação Gulbenkian anunciou que o Instituto iria tornar-se num organismo autónomo.